# Callopepla
Callopepla is een geslacht van vlinders van de familie spinneruilen (Erebidae), uit de onderfamilie Arctiinae.

## Soorten
- C. emarginata Walker, 1854
- C. flammula Hb.-Gey., 1832
- C. grandis Rothschild, 1912
- C. inachia Schaus, 1892